# ImageShack
ImageShackは、インターネット上の画像ホスティングサイト。購読サービスも行っているが、収入の大半はホスティングしている無料画像の内容に即した広告から得ていたが、現在はUS$ 20.00/年の完全有料制。(一定期間無料のTrial有り)2007年9月25日時点でimageshack.usのアレクサランキングは、上位40位以内だった。Nielsen//NetRatingsによれば、2006年7月時点で4番目に成長が著しいウェブブランドとされていた。

## 画像ホスティング
このサイトは2003年11月に登場し、よく知られるようになっていった。メインページにはファイル選択フィールドがあり、ユーザーがアップロードする画像ファイルを選択することができる。画像ファイルフォーマットはJPEG、PNG、GIF、TIFF、BMP、SWFのいずれかで、ファイルは5メガバイト以下でなければならない。BMPおよびTIFFをアップロードすると、自動的にPNGに変換される。
ファイルをアップロードすると、ユーザーはアップロードした画像へのURLを様々に表現したものが並んでいるページにリダイレクトされる。それらURLはHTMLやBBコードの断片であり、他のウェブサイトや掲示板でリンクとして利用できる。それらURLは公開されることはなく、ユーザー本人とユーザー本人がURLを提示した人だけがファイルのある場所を知っていることになる。2008年中ごろ、ImageShackは広告を表示しない画像への直リンクを隠蔽することを試みたが、ユーザーから不評だったため諦めた。
画像の内容やそれをアップロードしたユーザーがサービス規約に違反しない限り、画像はImageShack上で無制限に格納され続ける。画像へのアクセスが1時間に300メガバイトを超える帯域幅を使うようになると、一時的にアクセスが制限される。1年間に1度もアクセスされなかった画像は削除される。
ユーザーが自分のアップロードした画像を一覧したり、削除したりするには、無料の登録サービスを利用する。

## Torrentサービス
ImageShackのTorrentサービス（Torrent Drive、あるいは ImageShack Drive とも）は、BitTorrentをWebインタフェース経由でサーバ側で提供するものである。トレントファイルはImageShackのサーバにダウンロードされ自動的にシードされ、30日間保持される。利用するとHTTPのダウンロードリンクが提供される。無料の登録ユーザーでも利用できるが、購読ユーザーの使用する量を差し引いたぶんだけが利用可能となっている。

## Antisecによるハック

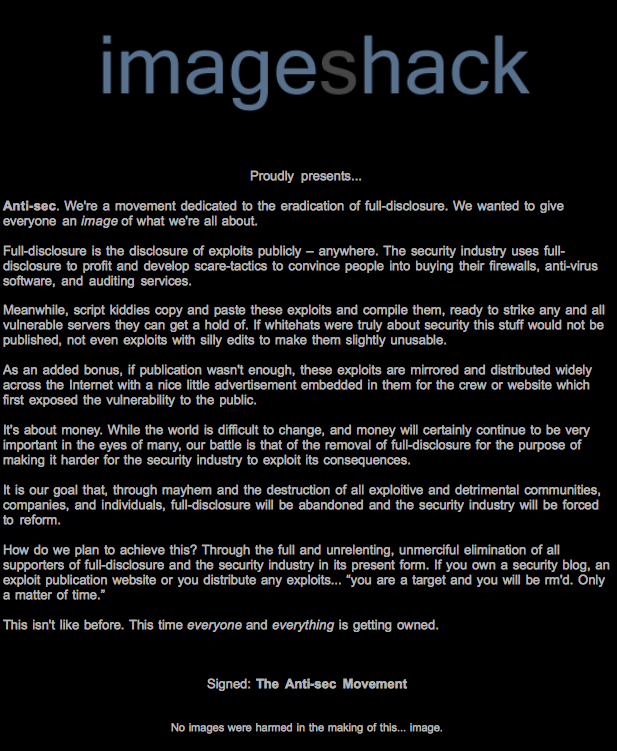
ImageShackにある画像がAntisecのマニフェストに置き換えられる事件が発生した。

2009年7月10日午後7:34EST、Antisec MovementがImageShackサービスにハッキングを行った。この運動はセキュリティにおけるエクスプロイトの公開を止めさせることを目的としている。このグループはImageShackでの画像表示の制御方法を獲得し、ImageShack上の全画像をAntisecのマニフェストにリダイレクトした。そこには“no images were harmed in the making of this … image”というメッセージがあり、ImageShackの画像は損なわれていないことを示唆していた。
同日の午後9時（PST）、機能は正常に復元された。ImageShackはユーザーデータには全く損傷がないことを発表した。しかし、画像が元に戻っていないというユーザーも何人かいる。

## コロンビア政府によるブロック
2009年8月24日、コロンビア政府は Internet Sano 計画の一環としてImageShackをブロックした。